# Trump Media & Technology Group
Trump Media & Technology Group Corp (abbreviato con l'acronimo TMTG) è un'azienda statunitense di proprietà del presidente degli Stati Uniti Donald Trump.
L'azienda, che ha sede a Sarasota in Florida, nel febbraio 2022 ha lanciato il social network Truth Social.
Fondata da Andy Litinsky e Wes Moss nel 2021, è diventata una società per azioni il 26 marzo 2024, dopo la fusione con Digital World Acquisition Corp. (DWAC), per poi venire quotata al Nasdaq con un valore di circa 6,8 miliardi.